# Cyamus ceti
Cyamus ceti is een vlokreeftensoort uit de familie Cyamidae. De wetenschappelijke naam is gepubliceerd in 1758 door Carl Linnaeus in de tiende editie  van Systema naturae.